# Dardo (destroyer, 1930)
Pour les articles homonymes, voir Dardo.
Le Dardo (fanion « DR ») était un destroyer italien, navire de tête de la classe Dardo lancé en 1930 pour la Marine royale italienne (en italien : Regia Marina). 

## Conception et description
Les destroyers de la classe Dardo étaient des versions agrandies et améliorées de la classe Turbine précédente. Ils avaient une longueur totale de 96,15 mètres, une largeur de 9,75 mètres et un tirant d'eau moyen de 3,15 mètres. Ils déplaçaient 1 225 tonnes à charge normale et 2 150 tonnes en charge totale. Leur effectif en temps de guerre était de 6 officiers, 159 sous-officiers et marins
Les Dardo étaient propulsées par deux turbines à vapeur à engrenages Parsons, chacune entraînant un arbre d'hélice à l'aide de la vapeur fournie par trois chaudières Thornycroft. Les turbines étaient conçues pour produire 44 000 chevaux-vapeur (33 000 kW) et une vitesse de 30 nœuds (56 km/h) en service, bien que les navires aient atteint des vitesses de 38-39 nœuds (70-72 km/h) pendant leurs essais en mer alors qu'ils étaient légèrement chargés. Ils transportaient suffisamment de fuel pour avoir une autonomie de 4 600 milles nautiques (8 500 km) à une vitesse de 12 nœuds (22 km/h).
Leur batterie principale était composée de quatre canons de 120 millimètres dans deux tourelles jumelées, une à l'avant et une à l'arrière de la superstructure. La défense antiaérienne (AA) des navires de la classe Dardo était assurée par une paire de canons AA de 40 millimètres dans des affûts simples au milieu du navire et une paire d'affûts doubles pour des mitrailleuses Breda Model 1931 de 13,2 millimètres. Ils étaient équipés de six tubes lance-torpilles de 533 millimètres dans deux montages triples au milieu du navire. Bien que les navires ne soient pas dotés d'un système de sonar pour la lutte anti-sous-marine, ils sont équipés d'une paire de lanceurs de grenades sous-marines. Les Dardo peuvent transporter 54 mines.

## Construction et mise en service
Le Dardo est construit par le chantier naval Cantiere navale di Sestri Ponente à Sestri Ponente en Italie, et mis sur cale le 23 janvier 1929. Il est lancé le 6 juillet 1930 et est achevé et mis en service le 25 janvier 1932. Il est commissionné le même jour dans la Regia Marina.

## Histoire du service
En 1936-1938, le Dardo participe à la guerre civile espagnole.
Lorsque l'Italie entre dans la Seconde Guerre mondiale, il fait partie du VIIe escadron de destroyers, aux côtés de ses navires-jumeaux (sister ships) Freccia, Saetta et Strale.
Le 7 juillet 1940, à 14h10, il appareille de Tarente avec les navires-jumeaux, les cuirassés Giulio Cesare et Conte di Cavour et le VIIIe Escadron de destroyers (Folgore, Fulmine, Lampo et Baleno) en appui à un convoi pour la Libye (transports de troupes Esperia et Calitea, bateaux à moteur Marco Foscarini, Francesco Barbaro et Vettor Pisani, escortés par les torpilleurs Orsa, Procione, Orione, Pegaso, Abba et Pilo). Il subit cependant quelques dommages mécaniques.
Cette formation rejoint ensuite les 1re et 2e escadre navale, participant à la bataille de Punta Stilo le 9 juillet,.
Le 27 novembre, il part de Naples avec les cuirassés Giulio Cesare et Vittorio Veneto, les navires-jumeaux Freccia et Saetta et le XIIIe escadron de destroyers (Granatiere, Fuciliere, Bersagliere, Alpino). Il participe à la bataille peu concluante de Capo Teulada,.
Au début de 1941, il subit quelques travaux qui impliquent le remplacement des systèmes jumeaux de mitrailleuses Breda Model 1931 de 13,2 mm sur le pont par deux mitrailleuses simples Breda 20/65 Model 1935 et le remplacement des deux pièces dobus éclairants de 120 mm par deux systèmes jumeaux de 20 mm.
Le 28 mars, il escorte, avec les destroyers Folgore et Strale, un convoi de Naples à Tripoli formé par les transports Galilea, Heraklea, Ruhr, Samos et Adana. Les navires subissent une attaque du sous-marin britannique HMS Utmost (N19), qui coule le Heraklea et endommage le Ruhr. Le Dardo porte assistance au Ruhr et le remorque jusqu'à Trapani avec l'aide des torpilleurs Circe, Sagittario et Alcione et de deux vedettes-torpilleurs MAS (Motoscafo armato silurante), tandis que le reste du convoi atteint Tripoli le 30,.
Le 9 avril, il appareille de Naples pour escorter vers Tripoli, avec les torpilleurs Clio, Cosenz et Papa, les navires à moteur Andrea Gritti, Sebastiano Venier, Rialto, Birmania et Barbarigo. Le convoi atteint Tripoli sans problèmes le 11.
Le 12 avril il escorte, avec les destroyers Vivaldi, da Noli et Malocello (escorte ensuite renforcée par l'envoi, de Tripoli, des torpilleurs Circe et Montanari) un convoi composé des navires à vapeur Galilea, Marburg, Ankara, Reichenfels et Kybfels (de Malte sont envoyés les destroyers britanniques HMS Jervis (F00), HMS Janus (F53), HMS Nubian (F36) et HMS Mohawk (F31) pour intercepter le convoi, mais ils n'ont pas réussi).
Le 16 avril, il participe aux opérations de sauvetage des survivants du convoi "Tarigo", détruit la nuit précédente par des destroyers britanniques.
Le 11 mai, il escorte un convoi composé des navires marchands Preussen, Wachtfels, Ernesto, Tembien, Giulia et Col di Lana ainsi que des destroyers Aviere, Geniere, Grecale, Scirocco et Camicia Nera. Partis de Naples, les navires arrivent à Tripoli le 14.
Le 3 juin, il fait partie de l'escorte du convoi "Aquitania" formé des navires marchands Aquitania, Caffaro, Nirvo, Montello, Beatrice Costa et le pétrolier Pozarica, en route Naples-Tripoli avec comme escorte, outre le Dardo, des destroyers Aviere, Geniere et Camicia Nera et du torpilleur Missori. Le 4 juin, alors que les navires se trouvent à une vingtaine de milles nautiques (37 km) des îles Kerkennah, ils sont attaqués par des avions qui touchent le Montello, qui explose sans laisser de survivants, et le Beatrice Costa qui, irrémédiablement endommagé, doit être abandonné et coulé par la Camicia Nera,.
Le 17 août, il fait partie, avec les destroyers Freccia et Euro et les torpilleurs Procione, Pegaso et Sirtori, de l'escorte d'un convoi composé des transports Maddalena Odero, Nicolò Odero, Caffaro, Giulia, Marin Sanudo et Minatitlan. Le sous-marin néerlandais HNLMS O 23 torpille le Maddalena Odero qui est ensuite achevé par des avions le 18, alors qu'il retourne à Lampedusa sous l'escorte des torpilleurs Pegaso et Sirtori, tandis que les autres unités arrivent à Tripoli le 19,.
Le 1er septembre, il quitte Naples en escortant, avec les destroyers da Recco, Folgore et Strale, les navires à moteur Andrea Gritti, Rialto, Vettor Pisani, Sebastiano Venier et Francesco Barbaro. Le 3, le convoi est attaqué par des avions et le Andrea Gritti, incendié, est dynamité avec la mort de 347 hommes, tandis que le Francesco Barbaro, endommagé, doit être remorqué à Messine par le Dardo avec l'aide des destroyers Ascari et Lanciere; les autres unités du convoi atteignent Tripoli le jour suivant,,.
Vers la fin de l'année, il est allégé de son lest et déchargé pour être soumis à quelques travaux d'entretien et de modernisation. Le 23 septembre 1941, cependant, alors qu'il est remorqué vers le quai de Palerme, il dérape à cause du manque de poids (les unités de cette classe avaient de sérieux problèmes de stabilité), chavire et coule dans le port,.. Au cours de l'incident, 40 hommes ont été tués,.
Récupéré en février 1942, il est remorqué à Gênes, mis à quai et réparé, avec des travaux qui durent jusqu'en juin 1943 et comprennent, outre les réparations, le remplacement du complexe lance-torpilles arrière par 2 mitrailleuses de 37 mm et l'embarquement de 3 mitrailleuses simples de 20 mm et surtout un radar de fabrication italienne, l'EC3/ter "Gufo",.
En juillet, cependant, le Dardo est endommagé par l'éclatement d'une turbine à vapeur.
Il est arrêté pour de nouveaux travaux qui, à l'annonce de l'armistice du 8 septembre 1943 (Armistice de Cassibile), ne sont pas encore terminés. Le 9 septembre 1943, incapable de se déplacer, il est capturé par les Allemands.
Le Dardo avait effectué un total de 89 missions de guerre (7 avec les forces navales, 6 comme chasseur anti-sous-marin, une comme transport, 27 comme escorte de convoi, 12 comme formation et 31 comme transfert ou autre), couvrant 33 952 milles nautiques (62 880 km) et passant 748 jours à l'ouvrage.
Rebaptisé TA 31 et incorporé à la Kriegsmarine parmi les Torpedoboote Ausland (torpilleurs étrangers), il ne peut reprendre le service que le 17 juin 1944. Pendant les travaux de restauration, l'un des canons de 20 mm est remplacé par un canon de 37 mm.
Employé à divers usages, il participe à une action de guerre dans les eaux de des Bouches de Serchio, après quoi, usé par le long service et sujet à des pannes continuelles, il est désarmé en octobre 1944,.
Le 25 octobre, il est touché et gravement endommagé (les dégâts ne seront jamais réparés) lors d'un raid aérien sur Gênes.
Le 24 avril 1945, il est sabordé à Gênes par les Allemands qui battent en retraite. L'épave est retrouvée avec la poupe submergée et la partie avant, émergeant, faisant une embardée sur le côté droit,,.

### Commandement
Commandants
- Capitaine de corvette (Capitano di corvetta) Bruno Salvatori (né à Serravezza le 6 avril 1904) (10 juin 1940 - 13 juillet 1941)
- Capitaine de corvette (Capitano di corvetta) Ferdinando Corsi (né à Castellammare di Stabia le 24 octobre 1907) (14 juillet - 23 septembre 1941)
- Capitaine de corvette (Capitano di corvetta) Angelo Biancheri (né à Gênes le 21 janvier 1908) (15 juin - 9 septembre 1943)